# Mare Balotelli
Mare Balotelli è un singolo del gruppo musicale italiano Thegiornalisti, pubblicato l'8 settembre 2014 come secondo estratto dal terzo album in studio Fuoricampo.

## Tracce
Testi e musiche di Tommaso Paradiso.
1. Mare Balotelli – 3:39

## Formazione
Gruppo
- Tommaso Paradiso – voce, tastiera, sintetizzatore
- Marco Antonio "Rissa" Musella – chitarra, sintetizzatore
- Marco Primavera – batteria, percussioni, cori